# Pas de deux (film)
Pour les articles homonymes, voir Pas de deux (homonymie).
Pour plus de détails, voir Fiche technique et Distribution.
Pas de deux est un court métrage canadien du réalisateur Norman McLaren, produit pour l'Office national du film du Canada et sorti en 1968.

## Synopsis
Le film présente une ballerine (Margaret Mercier) dansant seule avant d'être rejointe par un danseur (Vincent Warren), pour interpréter le pas de deux du titre, chorégraphié par Ludmilla Chiriaeff sur la musique de la flûte de Pan (Naï) du musicien roumain Dobre Constantin, filmé en contraste élevé. La pellicule a été fortement exposée à la lumière et cet effet augmenté avec une impression grâce à une capture de la projection du film, donne au film un aspect stroboscopique.

## Fiche technique
- Titre : Pas de deux
- Réalisateur : Norman McLaren
- Chorégraphe : Ludmilla Chiriaeff
- Effets spéciaux : Wally Howard
- Distribution : Margaret Mercier, Vincent Warren
- Image : Jacques Fogel
- Distributeur : Office national du film du Canada
- Année de sortie : 1968
- Durée : 13 min.
- Pays :  Canada

## Récompenses
- 1969 : BAFTA for Best Animated Film[1]
- Prix spécial pour une réalisation artistique remarquable, Prix Génie[2]
- Prix du film remarquable de l'année, Festival du film de Londres